# 7632 Stanislav
7632 Stanislav è un asteroide della fascia principale. Scoperto nel 1982, presenta un'orbita caratterizzata da un semiasse maggiore pari a 2,2251610 UA e da un'eccentricità di 0,0903997, inclinata di 3,38722° rispetto all'eclittica.